# Faison, North Carolina
Faison, North Carolina (енгл. Faison) град је у америчкој савезној држави Северна Каролина.

## Демографија
По попису из 2010. године број становника је 961, што је 217 (29,2%) становника више него 2000. године.
| Група             | 2000.       | 2010.       |
| Белци             | 446 (59,9%) | 458 (47,7%) |
| Афроамериканци    | 110 (14,8%) | 124 (12,9%) |
| Азијати           | 0 (0,0%)    | 1 (0,1%)    |
| Хиспаноамериканци | 184 (24,7%) | 370 (38,5%) |
| Укупно            | 744         | 961         |